# Gyula Károlyi
Gyula (Julius) Károlyi de Nagykároly, född 7 maj 1871, död 23 april 1947, var en ungersk greve och politiker.
Károlyi blev 1905 medlem av magnathuset (Ungerns överhus). 1919 upprättade han i Arad en kontraregering mot Béla Kuns rådsrepublik, dock utan framgång. Från 1927 var Károlyi medlem av det nya magnathuset, blev i december 1930 utrikesminister och övertog i augusti 1931 posten som ministerpresent efter István Bethlen. Som sådan kvarstod han till oktober 1932, då han efterträddes av Gyula Gömbös.